# Srednjeveška kuhinja
Srednjeveška kuhinja je izraz za kulinariko iz obdobja srednjega veka, za katero je značilna uporaba močnih začimb. S temi začimbami, ki so bile v tistem času zelo drage, so prikrivali okus pokvarjenega mesa in spreminjali barvo hrane. Za slajenje so uporabljali predvsem med. Hrana plemičev in drugih pomembnih osebnosti tistega časa je bila zelo bogata, saj so lahko na enem banketu pojedli preko 6 različnih vrst jedi. V primerjavi z njimi se je kmečko prebivalstvo običajno zadovoljilo le z močnikom ali zelo trdim sirom, saj so najbolj masten del mleka predelali v sir in maslo za gospodo. Hrana je bila včasih obarvana celo s pravim zlatom.